# Intratekal injektion
Intratekal (IT) injektion / intradural injektion / subaraknoidal injektion (innanför hjärn- och ryggmärgshinnorna hårda hjärnhinnan (ytterst) och spindelvävshinnan, men utanför mjuka hjärnhinnan) (ibland används även de mer mångtydiga begreppen spinal injektion och intraspinal injektion) avser en tillförsel till  cerebrospinalvätskan / likvor.
- Den vanligaste intratekala injektionen, eventuellt alternativt som intratekal infusion, är en slags ryggbedövning varvid man injicerar i första hand så kallat lokalbedövningsmedel för att bedöva en del av kroppen.[1]
- Mot vissa tumörer i centrala nervsystemet förekommer intratekal injektion av cytostatika,[2] till exempel Metotrexat.
- Vid svår spasticitet kan intratekal infusion av Baklofen vara aktuellt.[3]